# سیرینجتین
سیرینجتین (به انگلیسی: Syringetin) با فرمول شیمیایی C۱۷H۱۴O۸ یک ترکیب شیمیایی با شناسه پاب‌کم ۵۲۸۱۹۵۳ است. که جرم مولی آن ۳۴۶٫۲۸ g/mol می‌باشد. 